# Centema gracilenta
Centema gracilenta är en amarantväxtart som beskrevs av William Philip Hiern. Centema gracilenta ingår i släktet Centema och familjen amarantväxter. Inga underarter finns listade i Catalogue of Life.